# IC 3206
IC 3206 је спирална галаксија у сазвјежђу Береникина коса која се налази на листи објеката дубоког неба у Индекс каталогу.
Деклинација објекта је + 26° 21' 51" а ректасцензија 12h 21m 51,3s. Привидна величина (магнитуда) објекта IC 3206 износи 14,9 а фотографска магнитуда 15,7. IC 3206 је још познат и под ознакама CGCG 158-87, KUG 1219+266, PGC 39988.